# Rio Forth
O rio Forth (em gaélico escocês:  Para Uisge ou Abhainn também Dhubh, significando " águas negras"), é um curso de água de pequena extensão, costeiro à vertente do mar do Norte no Reino Unido, e que se encontra inteiramente na Escócia.
Nasce no lago Ard, no vale Trossachs, cerca de 30 km a oeste da cidade de Stirling. Segue para o leste atravessando a cidade de Aberfoyle. Logo depois, recebe as águas dos rios Duchray e Kelty e entra na área do pântano conhecida como Flanders Moss, onde recebe os rios Teith e Allan antes de cruzar a cidade de Stirling. Naquela cidade o rio se alarga e começa a ser afetado pelas marés do mar próximo. Cruza as localidades de Cambus, onde recebe o rio Devon, Alloa, Fallin e Airth. Ao chegar à cidade de Kinkardine, o rio se expande e o fiorde Forth se abre.
Durante a Idade Média, o rio era navegável até Stirling, no entanto, atualmente, o tráfego fluvial além de Kinkardine é muito raro, devido ao assoreamento do leito do rio e ao aumento do tamanho dos barcos.
Até a abertura das modernas pontes nos séculos XIX e XX, o lugar mais oriental em que a largura do rio permitia a travessia era Stirling, onde desde o século XIII existe uma ponte. Nessa ponte que teve lugar a Batalha de Stirling Bridge em 1297, quando as forças escocesas de Andrew Moray e William Wallace derrotaram as tropas inglesas enviadas por Eduardo I de Inglaterra no contexto das Guerras de independência da Escócia.